# Schlappenreuth
Schlappenreuth ist ein Gemeindeteil der Stadt Scheßlitz im oberfränkischen Landkreis Bamberg in Bayern.

## Geographische Lage
Das Dorf Schlappenreuth liegt rund 2,5 km nordöstlich der Scheßlitzer Kernstadt am Südwestfuß des Reisbergs (auch Schlappenreuther Berg genannt), eines 553,9 m ü. NHN hohen Berges bzw. Bergsporns am Westrand der Fränkischen Alb. Es befindet sich auf 353 bis 417 m ü. NHN. Benachbarte Stadtteile von Scheßlitz sind im Norden Ehrl, im Nordosten Burglesau, im Südosten Würgau, im Süden Demmelsdorf, im Südwesten Scheßlitz und im Westen Burgellern. Südlich führt in West-Ost-Richtung die Bundesautobahn 70 mit der nahe an der Bundesstraße 22 gelegenen Anschlussstelle Scheßlitz vorbei.

## Vereine
Zusammen mit dem Nachbarort Burgellern besteht eine Freiwillige Feuerwehr. Zudem ist der Reisbergverein aktiv.